# 1742 au Canada
Pour un article plus général, voir Chronologie du Canada.
Cet article traite des événements qui se sont produits durant l'année 1742 au Canada.

## Événements

### Nouvelle-France

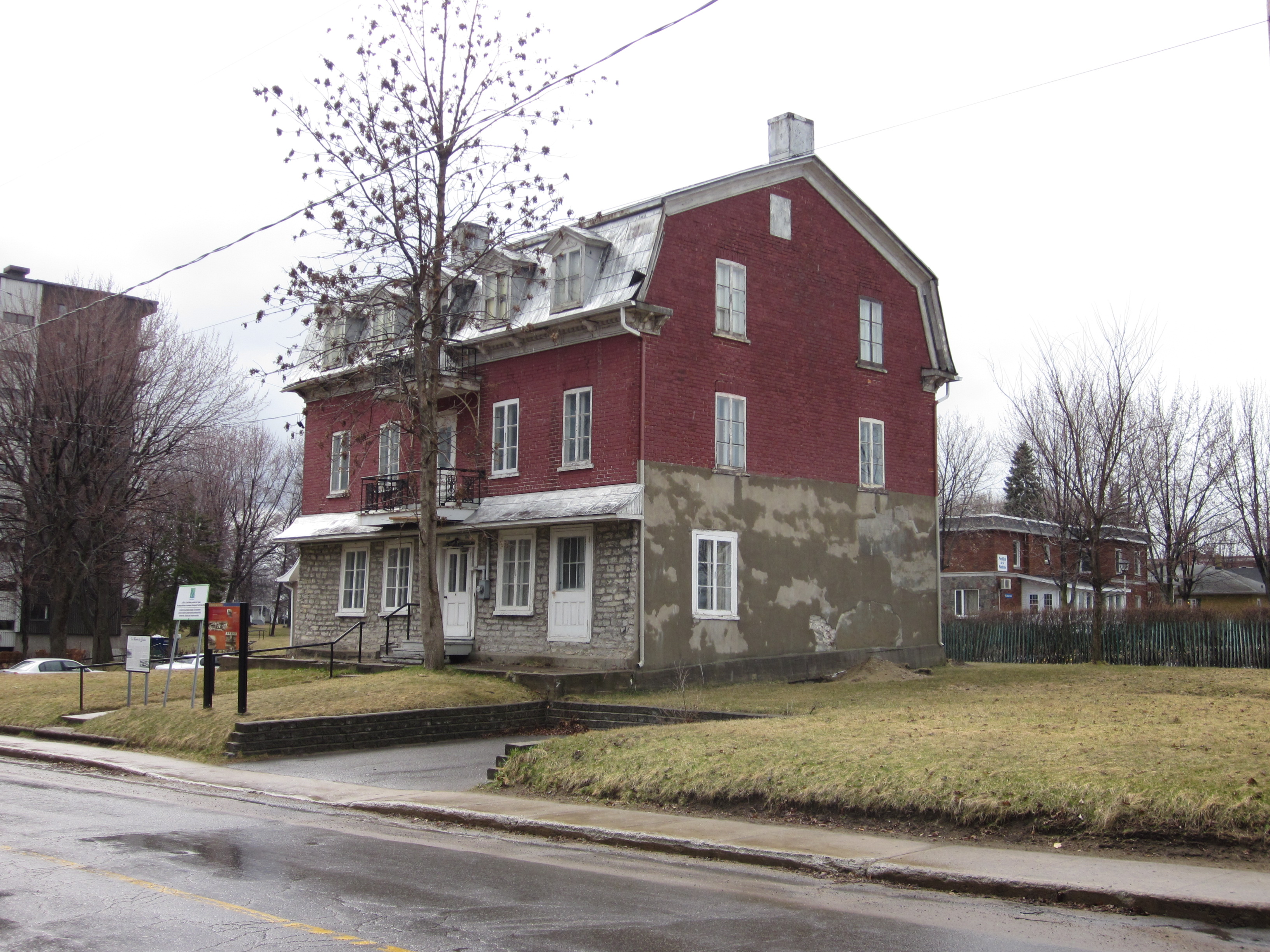
Manoir des Jésuites à Trois-Rivières construit en 1742.

- 13 février : ordonnance de l'intendant Hocquart pour la construction du moulin à vent de Contrecœur[1].

- 26 mars : cession d'un terrain de quarante arpents des Jésuites aux Hurons de Lorette (Wendake) près de Québec[2].

- 29 avril : deux des fils de La Vérendrye, Louis-Joseph et François, quittent Fort La Reine et entreprennent une expédition vers les Montagnes Rocheuses, qu'ils atteignent le 12 janvier 1743, puis retournent Fort La Reine le 2 juillet 1743[3].
- Mai : la production de fer reprend aux Forges du Saint-Maurice devenues la propriété du roi[4].

- 4 juin : lancement du navire le Canada au chantier maritime de Québec[5].
- 13 août : François-Charles Havard de Beaufort est condamné pour sorcellerie à Montréal. Il retourne en France à l'automne pour travailler sur des galères[6].
- Novembre : Jean François Gauthier établit à Québec la première station météorologique au Canada[7].

- Antoine Déat devient curé à Montréal et il instaure une dévotion à Saint Amable[8].

### Possessions anglaises
- John Byng est gouverneur-commodore de Terre-Neuve[9].

## Naissances
- 29 avril : Otho Robichaud, marchand († 19 décembre 1824).

- Benjamin Frobisher, marchant actif dans la traite des fourrures († 14 avril 1787).
- François Dambourgès, politicien († 13 décembre 1798).
- James Tod, politicien († 16 octobre 1816).

## Décès
- 14 mai : Dominique-Marie Varlet, missionnaire (° 15 mars 1678).